# Lahneck (Gaaler Tauern)
Das Lahneck ist ein 2216 m ü. A. hoher Berg in der Obersteiermark, der zu den Gaaler Tauern gehört und auf der Grenze zwischen den Gemeinden Gaal und Pölstal liegt.

## Touristische Bedeutung
Vom Sommertörl aus kann das Lahneck mit vorheriger Überquerung des Rosenkogels in knapp unter zwei Stunden bei einer Weglänge von sechseinhalb Kilometern erwandert werden. Als schöne Wanderzeit gilt das Ende des Monats Juni aufgrund der Blüte der Bewimperten Alpenrose, die umgangssprachlich auch Almrausch genannt wird. Der Gipfel wird auch als Zwischenetappe bei Wanderungen auf das Kesseleck und weitere benachbarte Gipfel verwendet. Bis zum Glaneck, das weniger als einen Kilometer nördlich liegt, ist die Tour auch für Kinder geeignet.
Das Lahneck gilt als „wenig befahrene aber durchaus reizvolle Skitour“ zum Skibergsteigen. Die Tour gilt als „wenig schwer“ und soll fünf Stunden lang dauern, wobei die Länge 17 Kilometer beträgt. Dabei werden 1050 Höhenmeter überwunden. Der Aufstieg beginnt bei der Tafnerhütte und führt vorbei am Karhüttenbach und der Klarampfhütte zur Südrinne. Diese Südrinne weist eine Steigung von bis zu 35 Grad auf und soll daher nur bei wirklich sicheren Verhältnissen befahren werden.